# Diecezja Pinerolo
Diecezja Pinerolo – diecezja Kościoła rzymskokatolickiego we Włoszech, a dokładniej w Piemoncie. Została erygowana 23 grudnia 1748 roku. Należy do metropolii Turynu. Całość terytorium diecezji znajduje się w granicach świeckiej prowincji Turyn.